# Katastrofa kolejowa w Saint-Michel-de-Maurienne

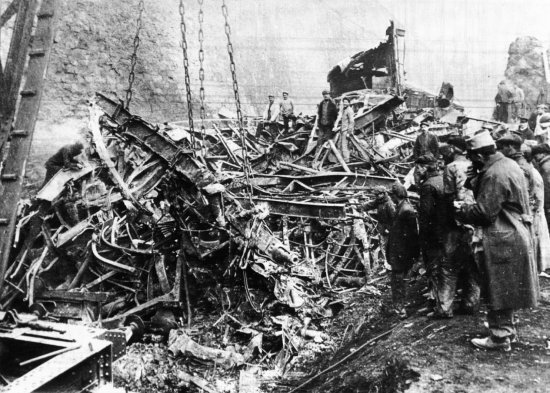
Miejsce wypadku dzień po zdarzeniu

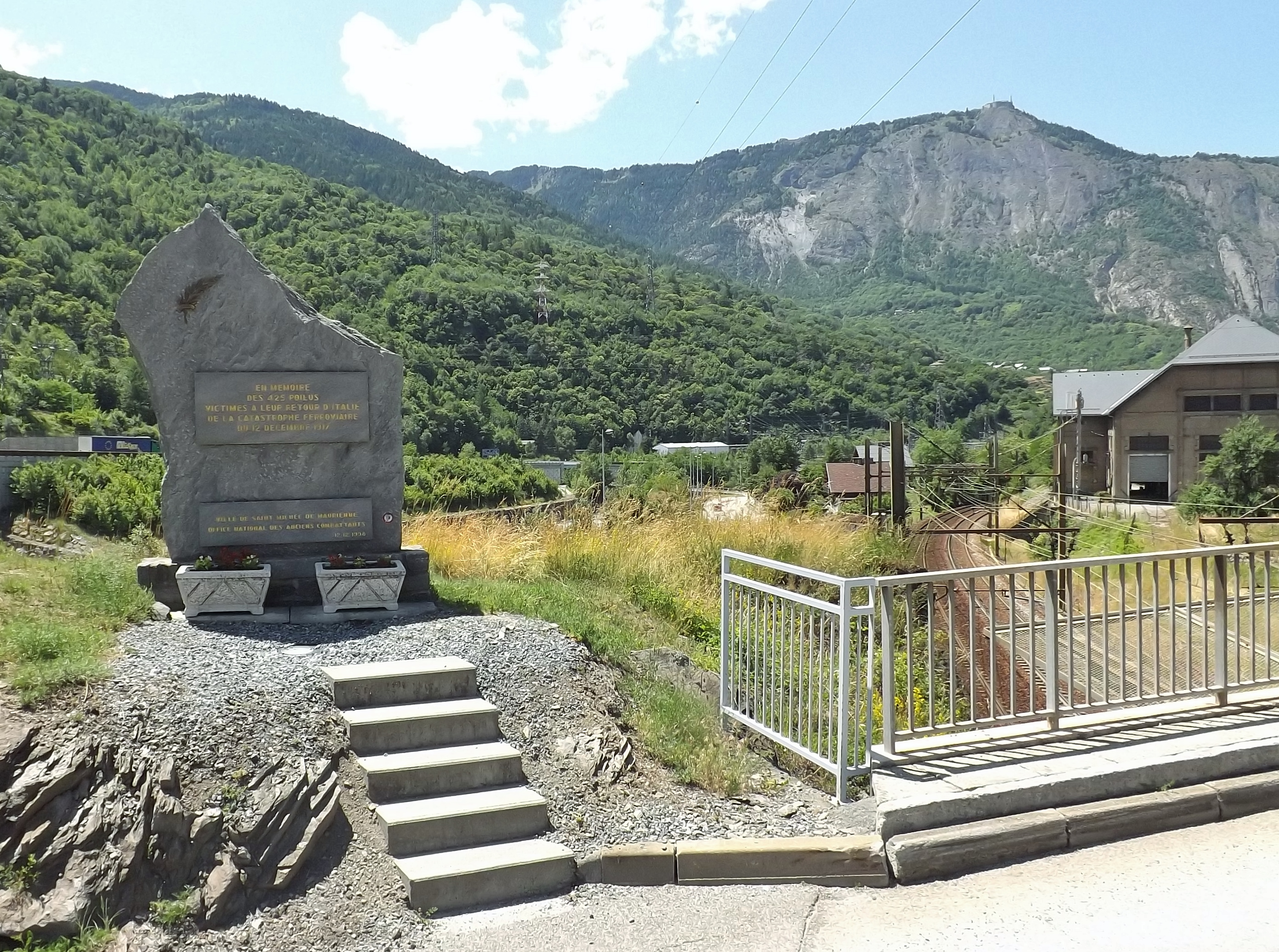
Pomnik upamiętniający tragedię

Katastrofa kolejowa w Saint-Michel-de-Maurienne – zdarzenie, do jakiego doszło 12 grudnia 1917 r. we Francji, na trasie linii kolejowej Culoz – Modane w pobliżu alpejskiej miejscowości Saint-Michel-de-Maurienne, podczas którego pociąg, z jadącymi z frontu na bożonarodzeniowy urlop żołnierzami, wykoleił się i spłonął. W wyniku wypadku śmierć poniosło co najmniej 435 – 675, a niewykluczone, że ponad 900 lub nawet 1000 osób, spośród których zidentyfikowano tylko 425.
Przyczyną zdarzenia było złamanie przepisów, nakazujących, by skład kolejowy tej wielkości (19 drewnianych wagonów, długość – 350 metrów, waga – 526 ton) był prowadzony przez 2 lokomotywy, gdyż tylko w ten sposób można było zapewnić odpowiednią siłę w razie konieczności hamowania w górskim terenie. Pierwszy wagon wykoleił się przy prędkości 102 km/h (na odcinku gdzie dozwolona prędkość wynosiła 40 km/h), rozrywając równocześnie połączenie z lokomotywą, zaś kolejne wagony wpadały na ten wykolejony wagon oraz na siebie i rozbijały się (inne źródła wskazują na jeszcze większą prędkość - 135 km/h). Następnie resztki rozbitych wagonów (zbudowanych z drewna) stanęły w ogniu.
Była to – jak dotąd – najpoważniejsza pod względem liczby ofiar śmiertelnych katastrofa kolejowa we Francji.